# 寺沢高栄
寺沢 高栄（てらさわ たかえ、1949年10月29日 - ）は、長野県出身の元プロ野球選手（投手）。

## 来歴・人物
長野中央高ではエースを務める。
1967年、サンケイアトムズに入団。1970年オフ、球団からフロント入りを要請されたが辞退し、自由契約選手としてヤクルトアトムズからロッテオリオンズに移籍。1972年、怪我のため一軍公式戦に出場がないまま任意引退となった。
現在は、東京ヤクルトジュニアのコーチをつとめる。

## 詳細情報

### 年度別投手成績
- 一軍公式戦出場無し

### 背番号
- 63 （1968 - 1970年）
- 73 （1971年）
- 71 （1972年）